# H. W. L. Poonja

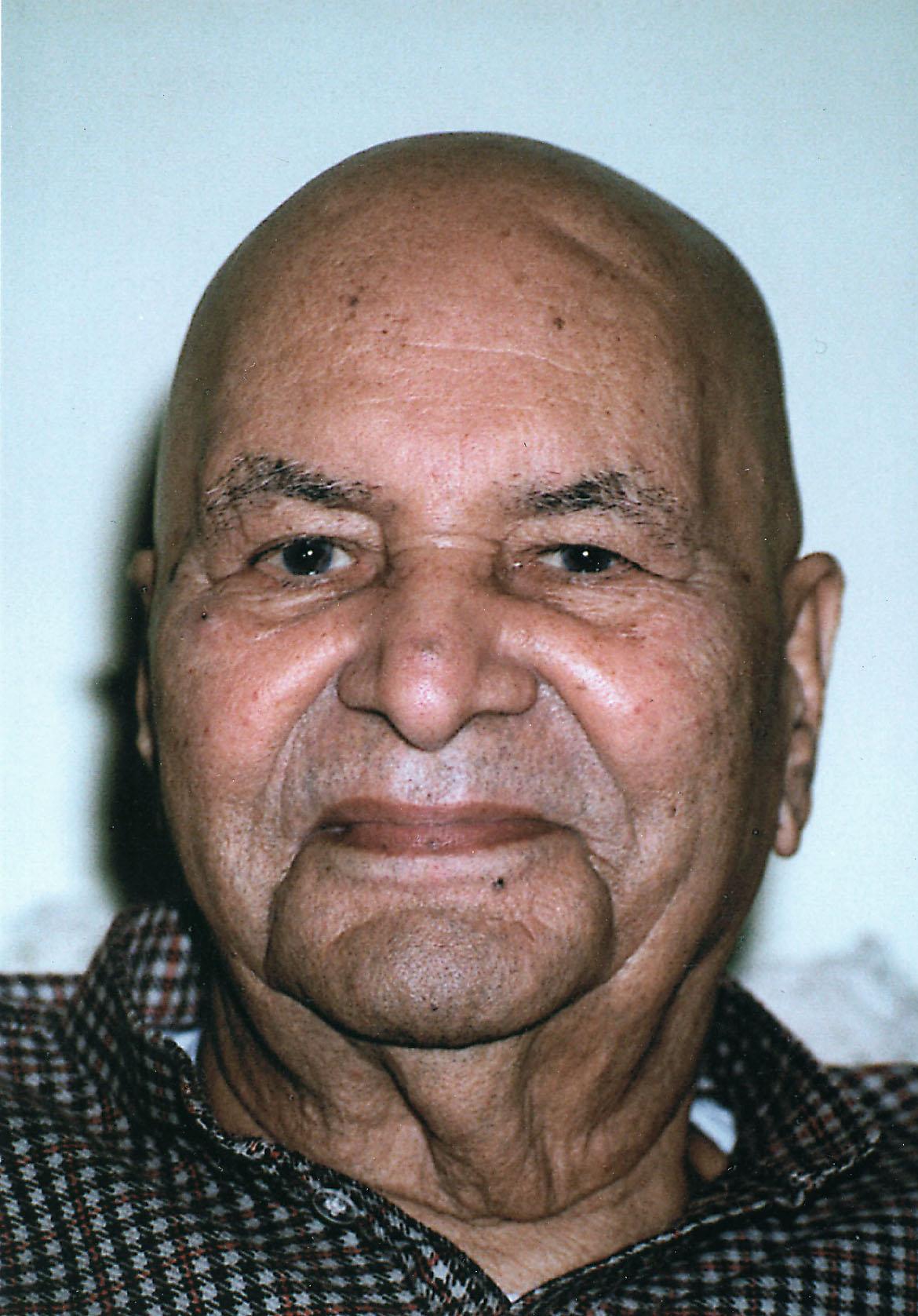
H. W. L. Poonja

H. W. L. Poonja (Harivansh Lal Poonja; * 13. Oktober 1910 in Gujranwala; † 6. September 1997 in Lakhnau, Indien), auch Papaji genannt, war ein indischer spiritueller Lehrer.
Poonja löste eine Welle des Interesses am östlichen Advaita im Westen aus, indem er erklärte, Erleuchtung sei durch plötzliche Erkenntnis und ohne jede Anstrengung für jeden Menschen möglich. Er sandte eine große Zahl seiner Schüler als Lehrer in den Westen.

## Leben
Geboren wurde H. W. L. Poonja in Gujranwala im westlichen Punjab (heute Pakistan). Er wuchs im nahen Lyallpur (dem heutigen Faisalabad) auf. Seine Mutter war die Schwester von Swami Rama Tirtha, der von Hindus als Heiliger verehrt wurde. Als Kind hatte Poonja eine starke Affinität zu Buddha und Krishna. So inspirierte ihn eine asketische Buddha-Darstellung dazu, zu fasten. Als Achtjähriger habe er ein Samadhi erlebt, dessen Wirkung mehrere Tage andauerte. Um diese göttliche Erfahrung zu wiederholen, habe er auf Anraten seiner Mutter Krishna-Mantren wiederholt und sei so zum Krishna-Bhakta geworden.
Mit zwanzig Jahren wurde er nach traditioneller Sitte mit einer Brahmanin verheiratet und trat als Offizier in die indische Armee ein. Das Paar hatte zwei Kinder. Poonjas spirituelle Erfahrungen dauerten in der Armee an; nächtliche Krishna-Visionen, so berichtete er, hätten seine Gottes-Sehnsucht verstärkt. Bald verließ er die Armee, und dann seine junge Familie, die er in die Obhut seines Vaters gab, um sich auf die Suche nach einem Guru zu machen. Nachdem er viele Sadhus und Swamis befragt hatte, so Poonja, habe ihm ein mysteriöser Sadhu den Weg zu seinem künftigen Guru Ramana Maharshi gezeigt, den er in Tiruvannamalai, im äußersten Süden Indiens, aufsuchte. Auf dem Berg Arunachala zog er sich für seine Übungen – Krishna Japa – zunächst zurück, hatte viele Visionen und hielt eine eher lose Verbindung zu Ramana. Als er eines Tages im Jahr 1944 unfähig war Japa fortzuführen, wandte er sich an Ramana, der ihm bedeutete, dass weitere Übungen fruchtlos seien, da er bereits am Ziel angekommen sei. Das, was jenseits von Visionen sei, so Ramana, unveränderlich und jenseits der Götter, sei das Selbst. In jenem Moment habe er die Wahrheit der Aussage Ramanas realisiert und sei plötzlich zur Erleuchtung gelangt, berichtete Poonja. Diese persönlich erfahrene Aussage Ramanas wurde später Kernpunkt seiner eigenen Lehre.
Bis zum Tod Ramanas arbeitete Poonja in Madras, um seine Familie zu versorgen. Nach dessen Tod im Jahr 1950 verdiente er dann seinen Lebensunterhalt bei einer Bergbaugesellschaft in Südindien. Nach der Pensionierung im Jahr 1965 kehrte Poonja nach Lakhnau (Lucknow) zurück zu seiner Familie. 1966 bereiste er Indien, Europa und Nordamerika. Ab den 1980er Jahren empfing er in Lakhnau Menschen zum Satsang. Viele Anhänger Oshos kamen 1990 nach dessen Tod zu ihm. 1997 verstarb H. W. L. Poonja.

## Lehre
In seinen Satsangs verwies H. W. L. Poonja die Suchenden auf die „höchste Wahrheit“, die ungeteilt sei. Er gilt als Verfechter einer besonders radikalen Form des Advaita-Vedanta, der Lehre der Nicht-Dualität. Seine Grundaussage war, dass der Mensch bereits erleuchtet sei, und dass es deshalb keinerlei Übungen bedürfe, mit Ausnahme der von seinem Guru empfohlenen Selbsterforschung („Wer bin Ich?“). Er lehrte somit einen Weg der „plötzlichen“ Erleuchtung, in Anlehnung an seine eigene Erleuchtungserfahrung. Im Widerspruch zu seiner jahrzehntelangen Übung in Japa-Yoga und Bhakti lehrte er, dass Vorbereitung überflüssig sei. Er sei ein kompromissloser, aber lebhafter und humorvoller Lehrer gewesen, berichten viele seiner Schüler. Worte könnten auf die „höchste Wahrheit“ hindeuten, so Poonja, diese jedoch nie selbst sein.
Typisch für seinen Satsang war, dass er den Fragenden im Dialog auf sich selbst zurückwarf, und dadurch versuchte, den diskursiven Verstand zu stoppen. Viele erklärten, in diesem Prozess eine plötzliche Einsicht gehabt zu haben. Er betonte die Unberührtheit und Unveränderlichkeit des Selbstes im Hinblick auf die relative Persönlichkeit und forderte seine Besucher auf, den Standpunkt ihres relativen Ichs mit dem des universellen Selbstes zu vertauschen. Dies erfordere die Aufgabe des äußeren Verstandes. Poonja kritisierte, dass die Suche nach Erleuchtung gleichzeitig ihr größtes Hindernis sei, da sie vom Ego getragen sei, und jede Bemühung, in dieser Suche zur Erfüllung zu gelangen, das Ego stärken würde. Der Titel einer Dokumentation über ihn, Call off the Search (deutsch „Gib die Suche auf“), kann als Motto seiner Lehre angesehen werden. Durch seine starke Affirmation von Erleuchtungserlebnissen wurden viele davon überzeugt, den Durchbruch geschafft zu haben. Manche fielen jedoch wieder schnell aus diesem Zustand heraus. Poonja bezeugte, kein Guru zu sein, obwohl er doch für die meisten ein solcher war. Er war gegen die Einrichtung von Ashrams und eines spirituellen Dogmas.
Mehrere seiner Schüler geben heute im Westen Satsang-Veranstaltungen. Manche von ihnen popularisieren eine Form des Advaita – von Kritikern auch Neo-Advaita genannt – welche traditionelle Elemente mit westlicher Psychologie vermischt. Die bekanntesten seiner Schüler sind Gangaji, Isaac Shapiro, Eli Jaxon-Bear, Samarpan, Madhukar, Mooji, Ganga Mira und OM C. Parkin. Letzterer, laut der schweizerischen Informationsstelle Relinfo der „Leader im deutschen Raum“, hat seinen spirituellen Namen OM von H. W. L. Poonja bekommen, nachdem Gangaji ihn zu Poonja nach Indien geschickt hatte.

## Kritik
Obwohl viele seiner Schüler angeben, in Gegenwart Poonjas erleuchtet worden zu sein, lässt seine Autobiographie Zweifel an der Richtigkeit solcher Aussagen aufkommen, da er aussagt, er habe in seinem Leben nur drei Personen getroffen, die vollständig erleuchtet waren. Über Andrew Cohen beispielsweise schreibt er, dieser habe lediglich ein Botschafter seiner Lehre sein sollen. Cohen wiederum schreibt in seiner eigenen Biographie, Poonja habe ihm, wie vielen anderen, die Erleuchtung bestätigt.
Cohens Mutter Luna Tarlo schreibt in ihrem Buch, sowohl Cohen als auch Poonja hätten sie – gegen ihre eigene Überzeugung – für erleuchtet erklärt. Auch habe Poonja Cohen bei ihrer ersten Begegnung – sprichwörtlich – als seinen Sohn bezeichnet. Später, als Poonja sich aus ungeklärten Gründen von Cohen abgewandt habe, habe er es nicht ihm selbst gesagt, sondern hinter seinem Rücken zu anderen. Bei solchen persönlichen Aussagen ist allerdings immer auch zu beachten, dass persönliche Interessen dahinterstehen können.